# 사타케 요시타다 (1695년)

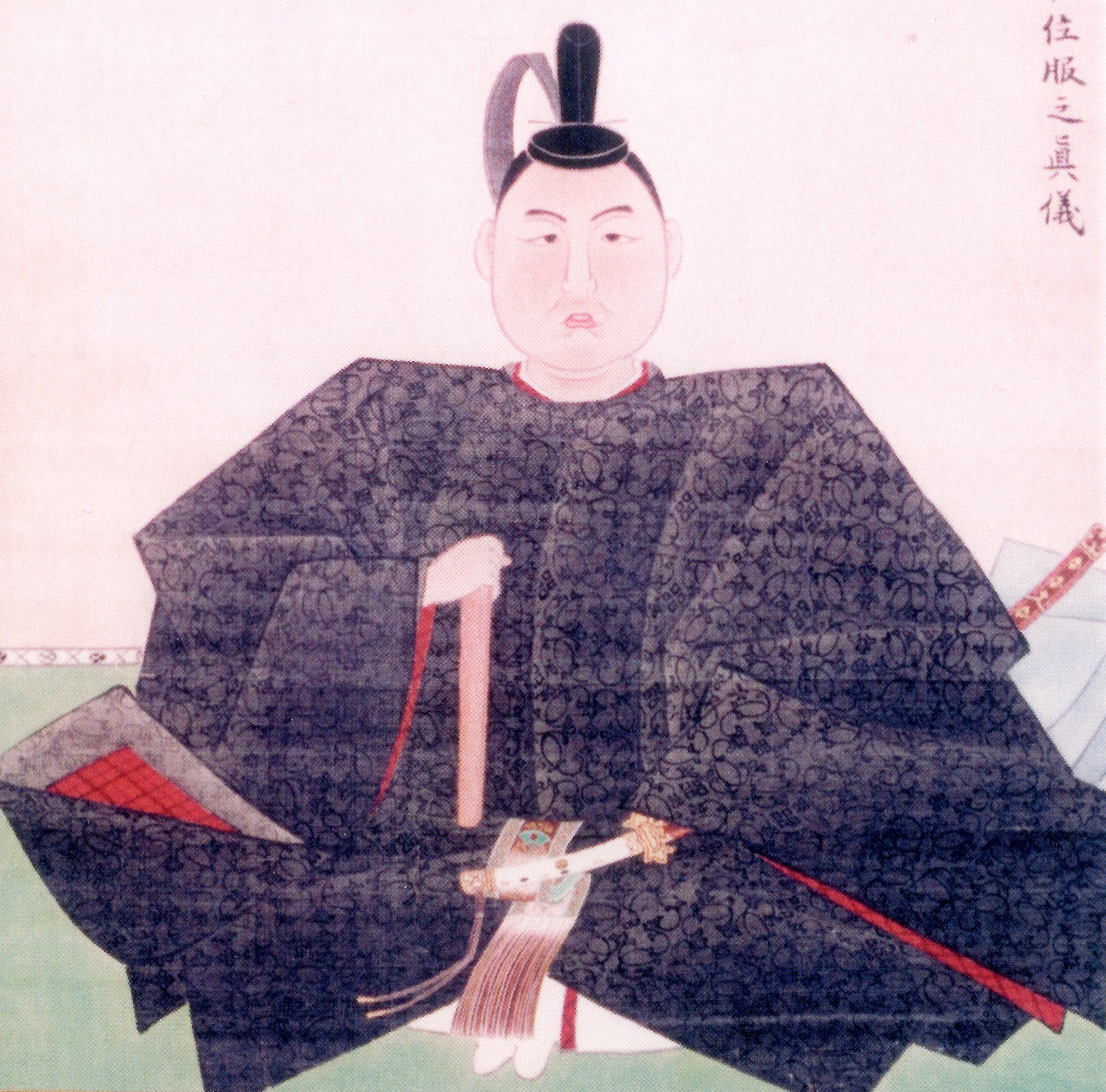
사타케 요시타다

사타케 요시타다(일본어: 佐竹義格, 1695년 1월 25일 ~ 1715년 8월 17일)는 일본 에도 시대의 다이묘로, 구보타 번의 4대 번주이다. 어릴적 이름은 지요스케(千代助), 지요마루(千代丸)이며, 통칭은 겐지로(源次郎)이다. 관위는 종4위하, 시종, 다이젠노다이부(大膳大夫)이다.
구보타 번의 3대 번주 사타케 요시즈미의 셋째 아들로 태어났다. 맏형인 사타케 요시미쓰가 겐로쿠 12년(1699년)에 사망하면서, 이듬해 요시타다가 요시즈미의 적자가 되었다. 겐로쿠 16년(1703년)에는 쇼군 도쿠가와 쓰나요시를 알현하였고, 그해 요시즈미가 사망하자 번주직을 계승하였다. 호에이 5년(1708년), 종4위하에 서임되었다. 호에이 6년(1709년), 번문소를 아키타 사관(秋田史館)으로 개칭하였고, 아버지 대에 파탄이 난 번 재정의 재건을 위해 숲의 조성을 장려하고, 구빈 대책에도 주력하는 등 젊은 나이임에도 불구하고 행정적 재능을 보였으나, 에도 저택에서의 화재와 겐로쿠 대지진에 의한 천재지변이 이어진 데다가, 요시타다 자신이 쇼토쿠 5년(1715년)에 22세의 나이로 구보타 성에서 사망하면서, 결국 개혁은 실패로 끝났다. 아들이 하나 있었으나 일찍 사망했고, 양자인 사타케 요시미네가 그 뒤를 이었다.
| 전임 사타케 요시즈미 | 제4대 구보타 번 번주 1703년 ~ 1715년 | 후임 사타케 요시미네 |